# Personaje fantasma
Los personajes fantasmas o invisibles son un recurso narrativo. En la ficción televisiva y en el teatro a veces se recurre a la inclusión de personajes –los cuales mantienen o mantuvieron una relación frecuente con otros o tienen alguna influencia en el desarrollo del argumento– a los que no se ve ni se oye y a los que el público solo conoce a través de las descripciones de otros personajes, aunque hay excepciones en las que un personaje fantasma si puede ser visto pero más adelante en la trama y después de haber sido solo mencionado por un largo período de tiempo. Los personajes fantasma pueden estar vivos o muertos. A menudo se convierten o están concebidos como broma recurrente. Los dramas radiofónicos presentan también personajes que no hablan, así como la literatura presenta personajes de los que solo se dan referencias. Aunque se utilizan personajes fantasma en todo tipo de ficción, es en las comedias televisivas en donde son más frecuentes, dado que la continuidad de estos programas resulta ser muy adecuada para añadir matices.
Se pueden distinguir distintos grados de "invisibilidad". En su forma más completa, el personaje solo es mencionado y nunca visto u oído (aunque a veces se mantiene un diálogo con él fuera de cámara). Dado que los personajes fantasma solo pueden ser concebidos a través de los testimonios del reparto visible, a menudo se utilizan como objeto de exageración: generalmente el personaje fantasma mantiene hábitos ridículos o hace cosas extravagantes o simplemente imposibles. En una forma menos pura, el personaje fantasma habla sin ser visto o es visto solo en parte mediante planos detalles pero no habla (es decir: mostrando su cuerpo pero ocultando su rostro o viceversa, mostrando su cuerpo solo de la cintura arriba o abajo o simplemente mostrándonse como una silueta sombreada). Es frecuente en los cómics y dibujos animados que los adultos aparezcan representados únicamente de la cintura para abajo para acentuar la perspectiva de los protagonistas infantiles. Por otra parte, se puede decir que en la ficción Dios es un claro ejemplo de lo que significa un personaje fantasma, puesto que se habla de él, pero ninguno tiene un contacto directo con él, a excepción de algunas veces, en donde se le escucha la voz, se le ve su silueta o incluso aparece de cuerpo completo, como el que aparece en la serie Los Simpson o como el que aparece en las películas El Todo Poderoso y El Regreso del Todo Poderoso.

## Personajes fantasma en la historia de la televisión
El ejemplo más antiguo de personaje fantasma en la historia de la televisión se atribuye a December Bride, una serie estadounidense de los años 1950 en la que el personaje Pete Potter (interpretado por Harry Morgan) se queja a menudo de su esposa Gladys. Más tarde, ésta finalmente aparecería en la serie Pete & Gladys.
Uno de los personajes fantasma más famosos es la esposa del protagonista en la serie Columbo. 
En la telecomedia Friends a veces se menciona a un antiguo compañero de piso, Kip, que precedió a Joey. La serie-secuela De repente, Susan comienza después de que el personaje de Brooke Shields abandone a su prometido Kip en el altar. Aunque ambos Kip nunca son identificados como la misma persona, ambas series se desarrollan en el mismo universo ficticio. 
En Cheers, Norm habla a menudo de su esposa Vera. 
Maris Crane es un personaje ficticio de la telecomedia americana Frasier. Empieza como la esposa de Niles Crane, aunque más adelante el matrimonio se rompe. Aunque se la menciona muy a menudo nunca se la llega a ver u oír.
En la telecomedia española 7 vidas, el personaje de Aída cuenta varias anécdotas de su hija Lorena y, sobre todo, de su hijo menor Johnathan. Ambos personajes son primordiales (y corpóreos) en la serie secuela Aída.
En los dibujos animados este recurso es muy común. Además de Peanuts, otra serie de animación notable en cuanto a este recurso es Ed, Edd y Eddy, en donde solo se ven y oyen a los tres Ed`s, a seis niños de su vecindario y a las tres hermanas crueles. Todos los demás personajes solo son mencionados, entre los que destacan el hermano de Eddy, los padres de Doble D (Edd) y la nana de Rolf. El personaje "La Cosa de Arriba" de La puerta del sótano tampoco es visto ni oído nunca y los otros personajes le temen.
Por su parte, la serie de televisión mexicana El Chavo del Ocho usa también este recurso para referirse a algunos personajes, particularmente a los padres de El Chavo, a la madre de Ñoño (y esposa del Señor Barriga), a los padres de la Popis y muchos más. En los inicios de la serie era muy común que se refirieran al papá de Quico y a la abuela de Don Ramón de la misma forma, sin embargo, estos fueron vistos con el pasar de los episodios (sobre todo la abuela de Don Ramón que terminaría siendo un personaje recurrente).
En la telecomedia española La que se avecina hay un misterioso personaje que residía en el edificio en donde se desarrolla la serie, al que nadie ha llegado a ver nunca y al que se conoce simplemente como El moroso. Más tarde se reveló que su verdadero nombre era Germán Palomares.
En la serie Sledge Hammer, el protagonista siempre anda desproticando contra su exesposa Susan, aunque esta aparece solo en uno de los episodios finales cuando ella se casa con uno de sus mejores amigos.

### Escuchados pero no vistos
La segunda modalidad más frecuente de personaje fantasma es en la que éste solo aparece como voz. El ejemplo más famoso es el de Charlie en Los ángeles de Charlie.
Newman, personaje de la telecomedia Seinfeld, empezó siendo un personaje de este tipo hasta el séptimo episodio de la segunda temporada, titulado La venganza. Hasta entonces su voz la ponía el guionista Larry David, aunque más adelante sería redoblado por su intérprete posterior Wayne Knight.
En la tira cómica Peanuts, los adultos no son vistos ni oídos en ningún momento, pero sí vemos a los protagonistas infantiles contestarles. Al adaptar la serie a dibujos animados, los personajes adultos se mantienen invisibles y, en lugar de su voz, hablan con una especie de sonido inarticulado grabado con un instrumento de viento. Tanto el cómic como la serie animada incluyen a otro personaje fantasma recurrente, La Gran Calabaza.
En la serie The Big Bang Theory, Howard Wolowitz habla a menudo a gritos con su madre, personaje al que nunca vemos y a quien le pone voz la actriz Carol Ann Susi.

### Personajes parcialmente vistos
Es frecuente presentar las piernas como única parte visible de los personajes adultos cuando la acción se centra en niños: Nanny en Los Pequeñecos (Muppet Babies), la ama de casa de Tom y Jerry o, en una parodia del propio recurso, Mamá y Papá en Vaca y Pollo, que no tienen cuerpo de cintura para arriba, en Las Supernenas, en donde el rostro de la señorita Sara Bellum jamás es visto y en KND Los Chicos del Barrio en donde casi nunca se ven los rostros de los padres de los niños. Inicialmente en The Loud House, a los padres de la familia Loud no se les ve sus rostros hasta la temporada 2 en adelante, en una parodia similar a este recurso también hubo un capítulo donde Waltz "el pájaro de la familia loud" se enamora de una paloma en este episodio, de los personajes como Lincoln, Leni, Lola, Lana, Lucy, Lisa, Sr. Quejón inclusive Papá, de quienes sus rostros no se ven.
En las tiras cómicas de Peanuts, la pequeña pelirroja era el interés amoroso de Charlie Brown a la que nunca se le ve su rostro. En la mayoría de las adaptaciones animadas se mantiene como un personaje no visto o parcialmente visto a excepción de algunos especiales y en la película en donde se ve su rostro.
En la serie de los animales animados llamado The twisted whiskers show los rostros de los humanos nunca se ven.
En la serie animada juvenil Stoked: Locos por las olas, al Sr. Ridgemount, el dueño del resort el "Paraíso del Surfista", casi nunca se le vio la cara, excepto sus ojos.
En la serie Magnum P.I., se habla frecuentemente de Robin Masters, famoso escritor que es propietario de la mansión en donde residen Magnum y Higgins, sin que este aparezca en ningún momento interviniendo en la acción. Apenas se ve en algún episodio un plano corto de su mano, zarandeando un vaso de whisky. 
El Dr. Claw (Dr. Tenazas) de la serie Inspector Gadget nunca es visto, apareciendo solamente mostrándose oculto sentado en un sillón en donde solo tiene al descubierto sus brazos. Otro caso es el del mafioso conocido como "el Fantasma" del anime Agente S-5, el cual se encuentra sentado en un sillón giratorio y solo se le ve su brazo y su mano arrojando una moneda al aire repetidas veces así como el humo de su cigarro.
Un ejemplo famoso fuera de la animación lo encontramos en Wilson, vecino del protagonista de Un chapuzas en casa (Mejorando la casa en Latinoamérica). Solo se le ve de la nariz para arriba, en una ocasión apareció de cuerpo completo pero maquillado de payaso para finalmente aparecer con el rostro descubierto en el episodio final de la serie. La sombra de Jacob, verdadero líder de Los Otros en Lost, se ve fugazmente en varios episodios. Su rostro recién se revelaría en el final de la penúltima temporada.
En la serie Kenan & Kel a la madre de Chris nunca se la ve. Incluso en el episodio en el que Kenan cuida su casa, aparecen unas fotografías de ella en la cual siempre tiene el rostro tapado.
Una parodia interesante de este tipo de personaje es el jefe de Voris y Natasha en Las aventuras de Rocky y Bullwinkle y amigos, que apareció en varios episodios en los cuales nunca se lo mostraba, solo se veía su sombra junto a los personajes que tenía frente a sí y se lo escuchaba. Sin embargo, en un episodio los protagonistas fueron encerrados con él en una bodega, Rocky comenta que allí no hay nadie, a lo que Bullwinkle repone: "Entonces ¿De quién es esa sombra?", señalando a la sombra del jefe proyectada en la pared, la cual los amenaza.

## Personajes fantasma en la literatura
La obra de Samuel Beckett: Esperando a Godot, articula todo el diálogo de los protagonistas en torno a un personaje, el Godot del título, que no aparece jamás. Es sin duda el personaje fantasma por excelencia de la historia de la literatura.
En la literatura española, Pepe el Romano es el detonante del conflicto dramático de La casa de Bernarda Alba de Federico García Lorca, aunque nunca aparece en escena. 
La novela de Alphonse Daudet L'Arlésienne (La arlesiana) dio nombre a este tipo de personaje en la lengua francesa.
Sauron en El Señor de los Anillos es otro ejemplo de personaje fantasma ya que nunca aparece en ningún episodio de la famosa novela de J. R. R. Tolkien, aunque se lo menciona constantemente en la misma. Sin embargo, no pasa así en la versión cinematográfica y su secuela de Peter Jackson en donde sí se le ve.

## Personajes fantasma en el cine
En la ópera prima de Steven Spielberg: Duel, el camionero que intenta asesinar al personaje David Mann (interpretado por Dennis Weaver), solo es visto parcialmente, al sernos mostrados únicamente sus brazos y las botas vaqueras que calza.
Ernst Stavro Blofeld, villano en varias películas de la serie James Bond, es un personaje parcialmente visto en Desde Rusia con amor y Thunderball. El público solo ve sus antebrazos y manos mientras acaricia a un gato. Su rostro se desvela por primera vez en su tercera intervención, Sólo se vive dos veces. La aparición parcial de Blofeld se convirtió en un estereotipo recurrente y como tal se ha parodiado con frecuencia, una referencia obvia siendo el Doctor Tenazas de la serie animada Inspector Gadget. Destacable es el personaje de Rebeca en la película homónima de Alfred Hitchcock.
En varias películas los personajes históricos y/o reales son presentados parcialmente: Jesús de Nazareth en Ben-Hur, Elvis Presley en Forrest Gump, Clint Eastwood en 800 balas, y Wilson Pickett en Los Commitments son algunos ejemplos.